# Zdziechowice Pierwsze
Zdziechowice Pierwsze – wieś w Polsce położona w województwie podkarpackim, w powiecie stalowowolskim, w gminie Zaklików. Leży nad rzeką Karasiówką, na trasie Kraśnik - Stalowa Wola, 65 km na południe od Lublina.
Dawniej istniała gmina Zdziechowice. W latach 1975–1998 miejscowość położona była w województwie tarnobrzeskim.

## Historia
Nazwa miejscowości pochodzi od synów lub potomków pierwotnego właściciela wsi, „Zdziecha”. Początki osadnictwa w okolicach wsi sięgają czasów wczesnego średniowiecza. Potwierdziły to badania archeologiczne prowadzone na terenie wzgórza leżącego na granicy Zdziechowic i Węglina potocznie zwanego Grodziskiem. Wieś położona na urodzajnych glebach rozwijała się szybko, co przyczyniło się do erekcji parafii 22 września 1409 r. Do XIX wieku w Zdziechowicach znajdował się dwór. Pierwszym znanym ze źródeł właścicielem Zdziechowic i mieszkańcem dworu był Jan Treska. Jego następcami byli Jan Czyżowski, herbu Półkozic, a w połowie XV wieku przez małżeństwo córki J. Czyżowskiego Agnieszki z Janem Zakliką dobra zdziechowskie znalazły się w rodzie Zaklików, herbu Topór. Po śmierci Jana dobra kolejno przechodziły na jego synów Jana, Hieronima, Stanisława i Zygmunta. W siedemdziesiątych latach XVII wieku miejscowość przeszła w ręce rodu Gniewoszów, herbu Kościasza z Dalewic. Z tego rodu wywodził się Marcin Gniewosz, który ok. roku 1570 przeszedł na kalwinizm, tworząc z kościoła parafialnego zbór i pociągając za sobą poddanych. Zbór upadł po 1595 r. Po śmierci Gniewosza jego żona wróciła do wyznania katolickiego i ofiarowała pieniądze na budowę kościoła w Zaklikowie.
Pod koniec XVII w. kościółek w Zdziechowicach został zniszczony, prawdopodobnie spalił się. Na jego miejscu mieszkańcy postawili kaplicę, która również uległa zniszczeniu. Później Zdziechowice przejęli Małachowscy, a w 1791 r. odkupił je Józef Puchała. Po jego śmierci dobra zdziechowskie odkupiła spółka obywatelska i podzieliła między siebie. Pod koniec XIX wieku miejscowy i kilka okolicznych folwarków kupili hrabiowie Tarnowscy, którzy wnet rozpoczęli wyprzedaż gruntów. Dworskie zabudowania i ostatnie kilkadziesiąt hektarów ziemi w Zdziechowicach nabył Rogaliński; po wojnie jego majątek został rozparcelowany na podstawie Dekretu o Reformie Rolnej PKWN. Z czasów historycznych została stara kuźnia będąca zabytkiem i młyn wodny.
Podczas II wojny światowej istniała tu placówka (podstawowa komórka organizacyjna) Armii Krajowej, którą dowodził miejscowy rolnik Szczepan Sołtys.
Znajdują się w niej szkoła podstawowa i gimnazjum, ośrodek zdrowia, apteka, klubowe boisko do piłki nożnej.